# Goire
Le Goire est une rivière française de la Charente et de la Haute-Vienne, affluent de la Vienne, donc un sous-affluent de la Loire.

## Géographie
Le Goire est une rivière de la Charente limousine, affluent en rive droite de la Vienne à Confolens, confluent qui a donné le nom a la ville.
Elle a une longueur de 28,7 km. Elle traverse huit communes, dont sept en Charente et une en Haute-Vienne qu'elle effleure.
Elle prend sa source en Charente dans la commune de Brigueuil près du lieu-dit Villars (altitude 302 m), coule vers le sud-ouest et fait la limite départementale avec la Haute-Vienne, commune de Saint-Junien, sur 800 m, puis son cours fléchit vers le nord-ouest, direction qu'elle gardera jusqu'à sa confluence. Elle traverse successivement les communes de Saulgond, Chabrac (limite nord-est de commune), Saint-Maurice-des-Lions, Esse (limite ouest de commune), et enfin Confolens où elle se jette dans la Vienne à une altitude de 135 m.
Elle reçoit de nombreux ruisseaux affluents sur son cours.
Sa vallée en V est assez encaissée et le tracé anguleux, caractéristique de la région granitique du Massif central qu'elle traverse. Le paysage traversé consiste en de vertes collines, avec bocage et prés, et quelques bois. L'eau brune est caractéristique des cours d'eau du Limousin.

Le Goire
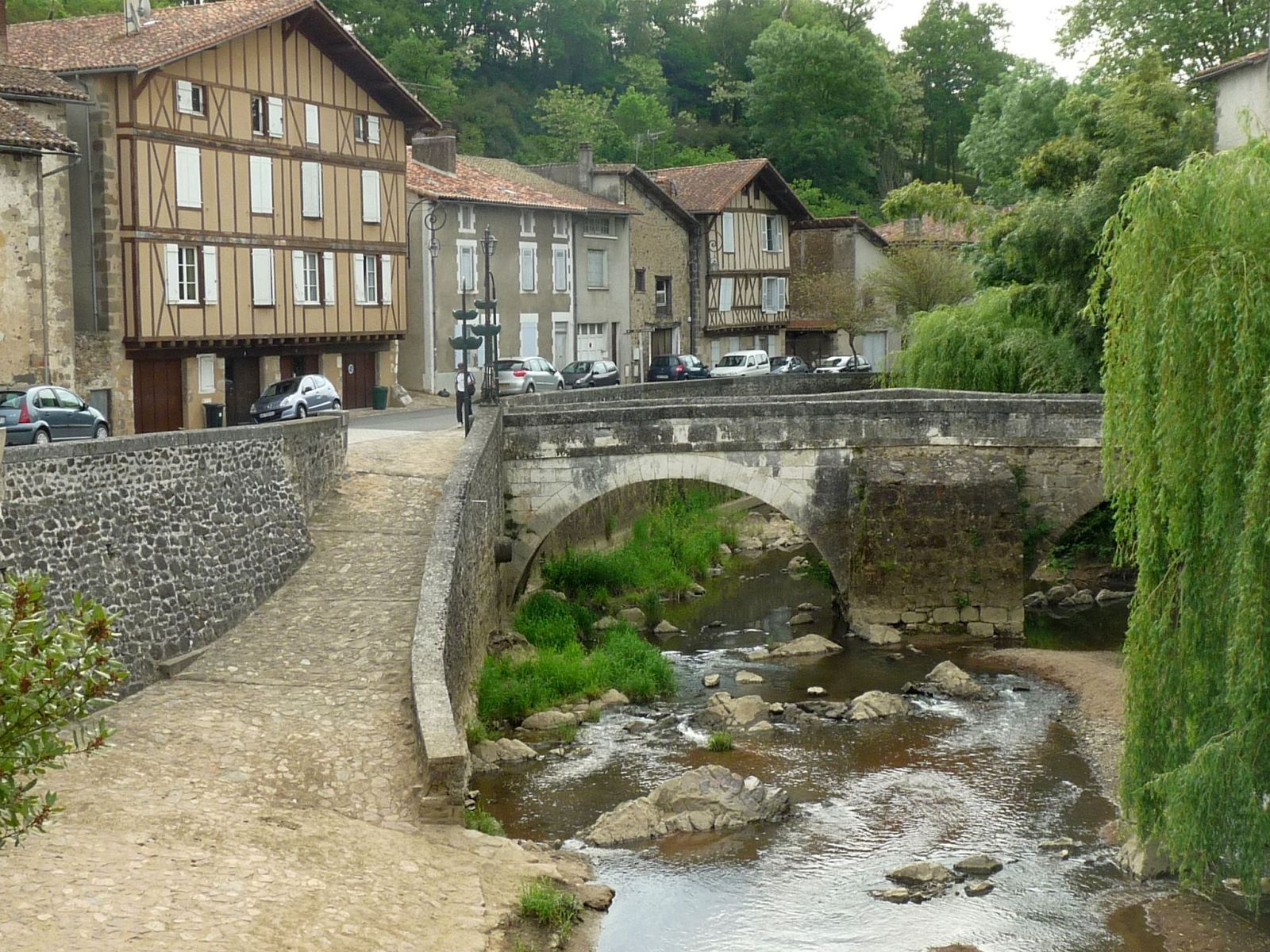
Le Goire à Confolens.
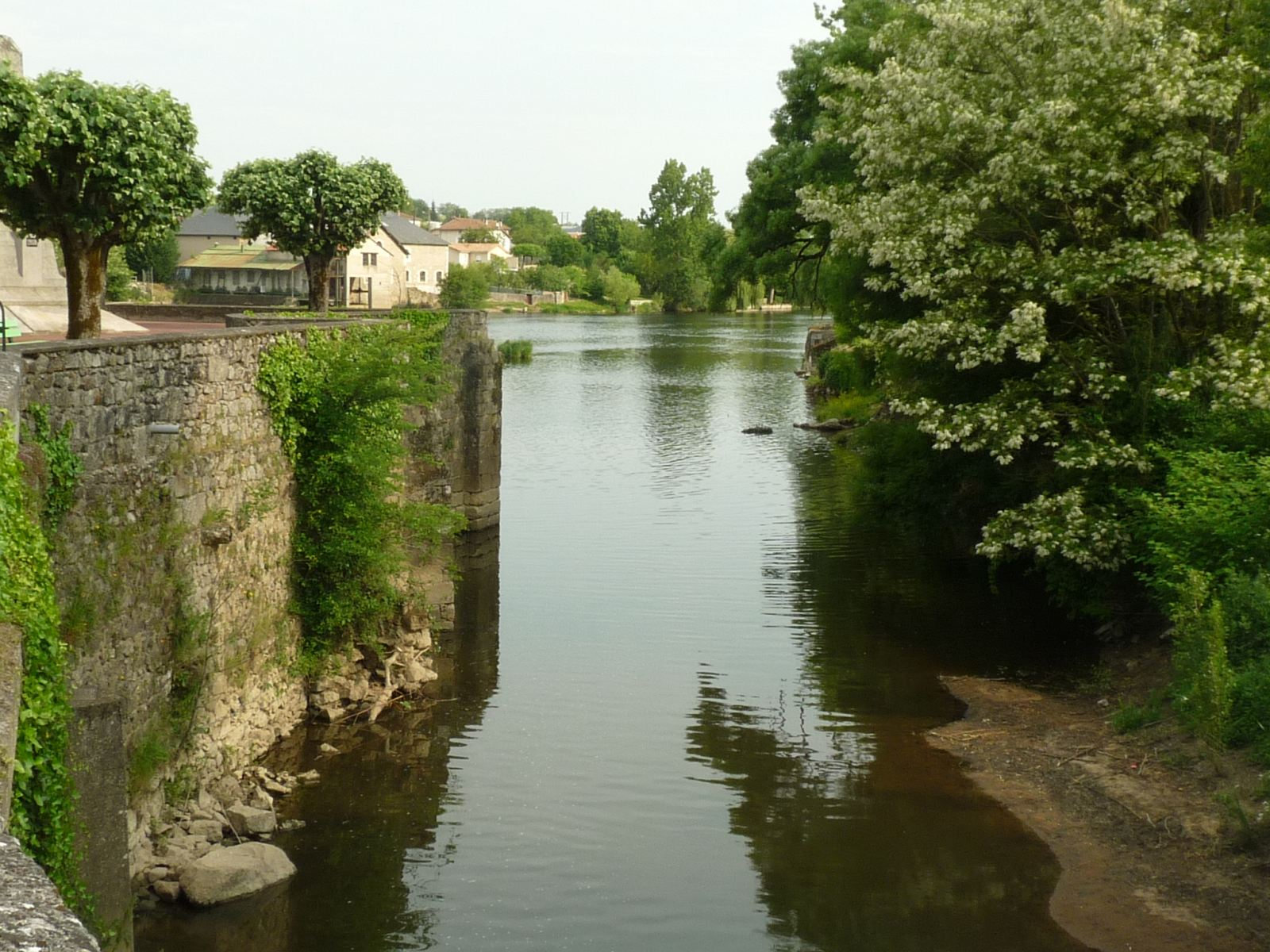
Le confluent avec la Vienne à Confolens.